# RoboCop 3 (videojuego)
RoboCop 3 es un videojuego basado en la película de 1993  del mismo nombre. Las versiones Amiga, Atari ST y DOS fueron desarrolladas por Digital Image Design a partir de septiembre de 1990, y publicadas por Ocean Software en diciembre de 1991. The Digital Image La versión de diseño incluye múltiples estilos de juego. Durante 1992 y 1993, se lanzaron otras versiones que consistían en  desplazamiento lateral juego de plataformas para el Commodore 64, ZX Spectrum, NES, Super Nintendo Entertainment System, Game Gear, Master System y Sega Genesis.

## Jugabilidad
RoboCop 3 se basa en la película del mismo nombre de 1993, en la que RoboCop, un cyborg oficial de policía, intenta detener a una corporación de forzar la reubicación de los ciudadanos de Detroit para que pueda construir la nueva Ciudad Delta.
La versión de Digital Image Design consta de cinco segmentos de juego diferentes que incluyen la conducción; disparar a los enemigos para rescatar a los rehenes; combate mano a mano; volar un jet pack; y luchando contra un robot ninja. Esta versión incluye la opción Arcade Action, que permite al jugador jugar cualquiera de las cinco secuencias del juego como una sola misión con su propia trama y objetivos de misión. El jugador también puede jugar las secuencias del juego como parte de una historia de aventuras general conocida como Movie Adventure con más personajes y diferentes enemigos. Durante gran parte del modo Movie Adventure, el jugador puede jugar cualquier misión en lugar de seguir un arreglo específico. Durante este modo, el jugador también puede optar por abortar misiones, lo que afecta tanto las decisiones de los enemigos como la trama. Entre los niveles, se reproduce una transmisión de noticias para informar al jugador de la historia y avanzar en el juego.
La versión de Sega Genesis es un juego de plataformas Matamarcianos y se basa en la versión de SNES. The Genesis version features six levels, while the side-scrolling NES version features five. En la versión de Génesis, el jugador tiene un lanzallamas como arma adicional que está ausente en las versiones de NES y SNES. La versión ZX Spectrum es un juego de plataformas de desplazamiento lateral que incluye una sección de disparos de desplazamiento horizontal. La versión de ZX Spectrum presenta solo gráficos monocromáticos y también incluye una capacidad de jet pack para el jugador.

## Desarrollo y lanzamiento
El juego Amiga, Atari ST y DOS fue desarrollado por Digital Image Design (DID), que comenzó a trabajar en el juego en septiembre de 1990. Orion Pictures inicialmente mantuvo la mayoría de los detalles de la historia de la película en secreto, por lo que el equipo de desarrollo de DID tuvo que proceder con conjeturas, lo que finalmente resultó en algunos errores. En un caso recordado por Martin Kenwright de DID, "Alguien mencionó que RoboCop iba a montar un 'Gyrocycle'. Tomamos eso como una motocicleta poderosa, así que pasamos años pensando en RoboCop corriendo en una bicicleta, solo para encontrar más tarde fue un jet-pack. Se desperdiciaron semanas de trabajo". El equipo solo tuvo film stills como referencia visual durante el desarrollo. Muchas de las ideas del juego se originaron como bocetos y guiones gráficos, dibujados a mano por el artista Shaun Hollywood. El juego se desarrolló utilizando una versión significativamente modificada del motor de juego 3D utilizado anteriormente por DID para desarrollar F29 Retaliator.
La versión de Digital Image Design fue publicada por Ocean Software en diciembre de 1991, antes del eventual estreno de la película en 1993. Para evitar la piratería, Ocean hizo que se desarrollara la versión de Amiga para que no funcionara sin una llave electrónica incluida que se conectaba al segundo puerto de joystick de la computadora del usuario. A pesar de esta medida de protección contra copia, el juego fue crackeado una semana antes de su lanzamiento oficial.
En abril de 1992, se lanzó la versión ZX Spectrum en el Reino Unido. La versión de SNES se lanzó en los Estados Unidos y el Reino Unido a finales de 1992. La versión de NES también se lanzó en los Estados Unidos a finales de año.
Otros lanzamientos del Reino Unido incluyeron una versión de Game Gear en julio de 1993, seguido de la versión de Génesis en diciembre de 1993. La versión de Genesis había sido lanzada en los Estados Unidos en 1994, y fue publicada por Flying Edge, una división de Acclaim Entertainment. La versión de SNES también se lanzó como un juego de arcade a través de Nintendo Super System.

## Recepción
| Puntuaciones de reseñas  | Puntuaciones de reseñas             |
| Evaluador                | Calificación                        |
| ------------------------ | ----------------------------------- |
| GameRankings             | 65.25% (SNES)                       |
| Metacritic               |                                     |
|                          |                                     |
|                          |                                     |
| Puntuaciones de críticas |                                     |
| Publicación              | Calificación                        |
| AllGame                  | (SNES)                              |
| Computer and Video Games | 64/100 (SNES) 94/100 (Amiga)        |
| Crash                    | 89% (ZX Spectrum)                   |
| Sinclair User            | 88% (ZX Spectrum)                   |
| Amiga Computing          | 90% (Amiga)                         |
| Amiga Format             | 91% (Amiga)                         |
| Amiga Power              | 85/100 (Amiga)                      |
| Electronic Games         | 71% (Genesis)                       |
| Mean Machines Sega       | 51/100 (Game Gear) 52/100 (Genesis) |
| N-Force                  | 48/100 (SNES)                       |
| Super Play               | 66% (SNES)                          |
| The One                  | 83% (Amiga/Atari ST)                |
| Zero                     | 91/100 (Amiga)                      |

| Premios     | Premios |
| Publicación | Premio  |
| ----------- | ------- |
|             |         |
|             |         |

La versión de Amiga recibió críticas positivas por su música y gráficos en 3D. Amiga Computing declaró: "La sensación cinematográfica se ha capturado bien y realmente hace que el juego se destaque de las tonterías habituales relacionadas con las películas", y concluyó que probablemente fue "la mejor conexión en todo el mundo". Paul Presley de The One escribió una reseña positiva de la versión de Amiga/Atari ST, elogiando la "atmósfera convenientemente sombría" pero criticando la "noche aparentemente eterna", así como los niveles de Matamarcianos y combate cuerpo a cuerpo. Presley también creía que el juego debería haber incorporado mejor el tema "RoboCop", señalando la ausencia de la visión infrarroja del personaje.
Andy Hutchinson de Amiga Format elogió los "Escenarios tensos y atmosféricos" y calificó el juego como "Una de las licencias cinematográficas más originales que existen en mucho tiempo". Matt Bielby de Amiga Power elogió la música, calificándola de "temperamental, repetitiva y simplemente brillante". Bielby opinó que el juego incluía "algunas de las mejores acciones de conducción y disparos del año", al tiempo que afirmó que el modo Movie Adventure "establece estándares sin precedentes para este tipo de cosas", escribiendo que "se acerca más a la concepto de una película interactiva que cualquier cosa que hayamos visto hasta ahora". En 1992,  Amiga Power  incluyó el juego en su lista de los 100 mejores juegos de Amiga lanzados hasta ese momento, ubicándolo en el número 70.
Mean Machines Sega criticó la versión de Game Gear por su dificultad y fondos "monótonos", pero elogió la música. Mean Machines Sega posteriormente criticó los gráficos de la versión de Génesis y lo llamó un "tirador insípido con un nivel de dificultad ridículo". Electronic Games criticó la versión de Genesis por sus gráficos y su falta de originalidad.
La versión de SNES también fue criticada por su dificultad, incluido el jugador que tiene que reiniciar un nivel desde el principio después de morir. N-Force criticó la mala detección de colisiones de la versión de SNES, la animación y los sprites, los efectos de sonido "espantosos" y la falta de variación, al tiempo que señaló que los fondos se veían mejor que la mayoría juegos promedio. Jason Brookes de Super Play calificó la versión de SNES como "un lanzamiento muy olvidable". Brookes notó la falta de habla digitalizada del juego y afirmó que la mayoría de los jugadores se sentirían demasiado frustrados por la dificultad del juego. Brett Alan Weiss de AllGame criticó la versión de SNES por su falta de "originalidad, ingenio o creatividad". Weiss también criticó a RoboCop por ser lento y torpe de maniobrar, afirmando que si bien el personaje se mueve lentamente en las películas, "un protagonista engorroso y difícil de manejar rara vez se convierte en un buen personaje en un juego de acción". Computer and Video Games criticó la versión de SNES también por su falta de originalidad, al mismo tiempo que criticó el juego simplista. Nintendo Power elogió los gráficos y la música de la versión de SNES.
Crash alabó la versión de ZX Spectrum, calificándola como el mejor juego RoboCop lanzado hasta ese momento. "Crash" elogió la función del jet pack, pero señaló la dificultad del juego. Ed Laurence de  Sinclair User  elogió los gráficos de la versión ZX Spectrum, pero criticó la dificultad, en parte causada por una configuración de control incómoda. Laurence también criticó el juego por su falta de avance sobre sus predecesores, pero afirmó que todavía era un sucesor "digno" en la serie de juegos. Entertainment Weekly le dio a una versión no especificada del juego una calificación "C +".